# 2330 Ontake
2330 Ontake è un asteroide della fascia principale del diametro medio di circa 33,05 km. Scoperto nel 1977, presenta un'orbita caratterizzata da un semiasse maggiore pari a 3,1818984 UA e da un'eccentricità di 0,0417200, inclinata di 8,65905° rispetto all'eclittica.